# Karl Bitter
Pour les articles homonymes, voir Bitter.
Karl Theodore Francis Bitter (né le 6 décembre 1867 à Vienne en Autriche-Hongrie, mort le 9 avril 1920 à New York) est un sculpteur austro-américain.

## Biographie
Il étudie à Vienne où il apprend le latin et le grec avant d'entrer à l'Académie de Vienne, et arrive aux États-Unis en 1889 où il obtient rapidement une grande réputation.

## Sculptures

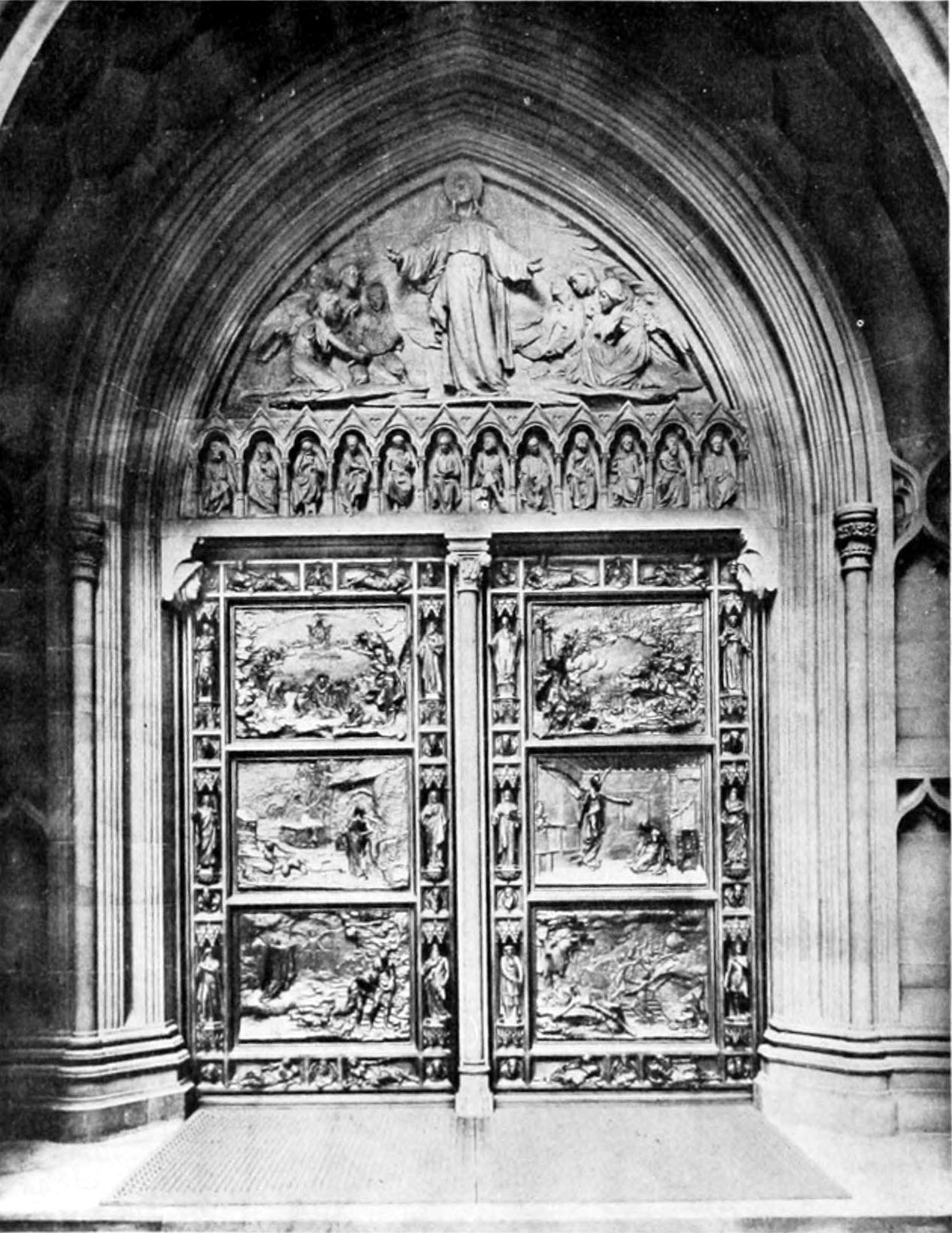
Tympan de Trinity Church (1891).

- East Doors & Tympanum, Trinity Church, 1891
- Elements Controlled and Uncontrolled – Administration Building at the Chicago World's Fair, 1893
- Broad Street Station, Pennsylvania Railroad – Frank Furness architect, Philadelphie (Pennsylvanie) :
  - Spirit of Transportation, 1894; à présent situé 30th Street Station[3]
  - Pediment over 15th Street, 1894, (détruit).
- Horace Jayne House – Frank Furness architecte, 19th & Delancey Streets, Philadelphie (Pennsylvanie), 1895
- Biltmore Estate – Richard Morris Hunt architecte, Asheville (Caroline du Nord), 1895
- St Paul Building – George B. Post architecte, NYC, 1896
- Décorations sur Dewey Arch – New York, 1899
- Metropolitan Museum of Art – Richard Morris Hunt architecte, NYC, 1901
- United States Customs House – Cass Gilbert architecte, NYC 1906
- Cleveland Trust Company – George B. Post architecte, Cleveland (Ohio), 1907
- First National Bank – Milton J. Dyer architecte, Cleveland (Ohio), 1908
- Cuyahoga County Courthouse – Cleveland (Ohio), 1908, 1914
- Wisconsin State Capitol – George Post architecte, Madison (Wisconsin), 1908, 1910, 1912